# Соколов, Николай Степанович
Николай Степанович Соколов (1859, Саратов — 1 августа 1890, Ставрополь) — русский историк раскола, педагог, магистр богословия (1889).

## Биография
Родился в 1859 году в Саратове, сын местного священника. Окончил Саратовское духовное училище и Саратовскую духовную семинарию. В 1884 году окончил Санкт-Петербургскую духовную академию с правом получения степени магистра без нового устного испытания.
С 1884 года служил учителем в Камышинском духовном училище. В 1886 году стал учителем в Мариинской женской гимназии в Саратове, секретарём Саратовского статистического комитета и чиновником особых поручений при саратовском губернаторе. Позднее служил в Саратове секретарем Саратовской учёной архивной комиссии.
В 1889 года защитил на степень магистра богословия диссертацию «Раскол в Саратовском крае. Опыт исследования по неизданным материалам. т. I. Поповщина до 50-х годов настоящего столетия» (Саратов, 1888).
С 1889 года — учитель Коломенской женской гимназии в Петербурге. С того же года чиновник Собственной Его Императорского Величества канцелярии по учреждениям императрицы Марии.
Умер 1 (13) августа 1890 года в Ставрополе.

## Публикации
Был крупным саратовским историком и активным собирателем рукописей. Помещал многочисленные статьи в губернских периодических изданиях, также сотрудничал в «Стране» и «Вестнике Европы». В 1884 году под псевдонимом Н. Колосов, поместил в «Русской Мысли» (№ 8—9) очерк «Александр Манцони». В 1888 году опубликовал труд «Раскол в Саратовском крае. Опыт исследования по неизданным материалам. Т. I. Поповщина до 50-х годов настоящего столетия» (Саратов, 1888), которая является одним из наиболее авторитетных источников по жизни российского религиозного деятеля XVIII века Сергия (Юршева).
Продолжением его магистерской диссертации были статьи по истории раскола, помещенные в «Северном вестнике»: «Саратовский раскол по данным сенаторской ревизии» (1889, ноябрь) и «Закон 3-го мая 1883 г. в Саратовской губ.» (1890, январь).